# Ponytail

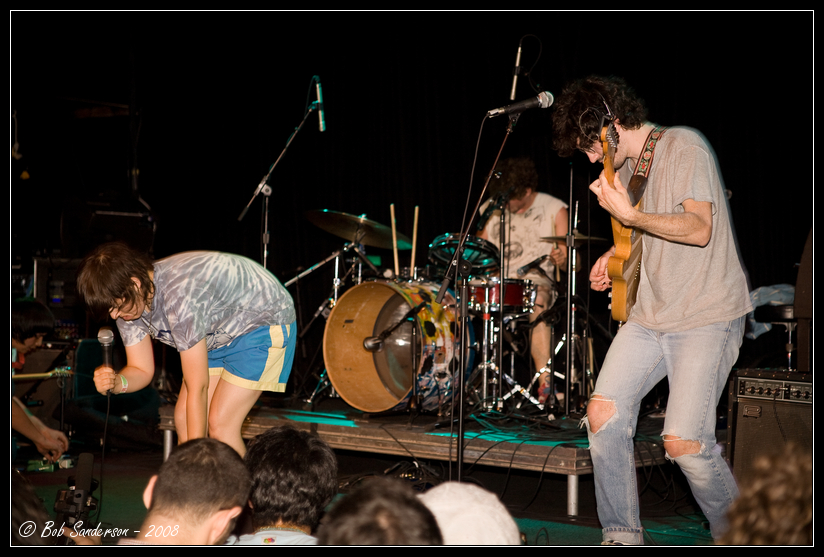
Ponytail, 2008

Ponytail es una banda de rock experimental originaria de Baltimore, Maryland y formada por Dustin Wong en 2005. Sus miembros actuales son Molly Siegel en la voz, Jeremy Hyman en la batería, Dustin Wong tocando la guitarra. y Ken Seeno tocando la guitarra.
En 2006 lanzan su primer LP Kamehameha, una mezcla de temas melodiosos y disonancias, siempre tocado al estilo de una improvisación. Después vendría, en 2008, Ice Cream Spiritual.

## Integrantes
- Jeremy Hyman
- Dustin Wong
- Molly Siegel
- Ken Seeno

### Integrantes pasados
- Michael Petruzzo

## Discografía

### Álbumes
- Kamehameha (We Are Free, 2006)
- Ice Cream Spiritual (We Are Free, 2008)
- Do Whatever You Want All The Time (We Are Free, 2011)[1]

### Singles
- Celebrate the Body Electric (It Came from An Angel) (We Are Free. 29 de abril de 2008)

### Duston Wong solo
- Infinite Love (Thrill Jockey, 2010)